# ديفيد ريكوردون
ديفيد ريكوردون (بالإنكليزية David Recordon) (بورتلاند، 4 أيلول 1986) خبير تقني ذو خبرة في المصدر المفتوح والمعايير المفتوحة. عيّنه الرئيس الأمريكي المنتخب جو بايدن مديراً للتكنولوجيا في البيت الأبيض في 5 كانون الثاني 2021، بعد أن كان مديرًا تقنيًا في الفريق الانتقالي لبايدن وكامالا هاريس.
شغل منصب مدير تكنولوجيا المعلومات في البيت الأبيض ابتداءً من 19 آذار 2015، كأول شخص يتولى هذا المنصب بعد أن استحدثه الرئيس الأمريكي السابق باراك أوباما لتحديث التكنولوجيا التابعة للإدارة الأمريكية، وكما عمل سابقًا مديرًا للهندسة في شركة فيسبوك، حيث قاد فرق هندسة البرمجيات المسؤولة عن الأدوات الداخلية للإنتاجية على مستوى الشركة.
عمل ريكوردون أيضًا في السابق رئيسًا للمنصات المفتوحة في شركة التدوين سيكس أبارت (Six Apart).
يشتهر ريكوردون بمشاركته في تطوير ونشر معايير أوث (OAuth) وأوبن أي دي (OpenID). وفي عام 2007 أصبح أصغر الحاصلين على جائزة جوجل-أوريلي للمصدر المفتوح.